# Церій
Церій (лат. Cerium) — хімічний елемент, другий з лантаноїдів. Символ Се, атомний номер 58; атомна маса 140,12.
Проста речовина — церій. М'який сріблясто-білий метал, разом з іншими лантаноїдами належить до рідкісноземельних. Густина 6,678, tплав 798 °C, tкип 3467 °C. Кларк церію в земній корі (5-7)×10−3% (мас). Названий на честь карликової планети Церера.

## Історія

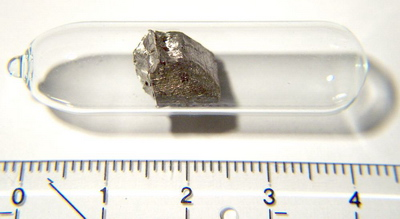
Металічний церій

У 1794 році Ґадолін, досліджуючи зразок ітербіту (мінерал, нині відомий як гадолініт). Він з'ясовує, що на 38 % мінерал складається з раніше невідомої землі (оксиду), яку він назвав ітрієвою, а через 3 роки Екеберг підтвердив наявність нового елементу, проте оцінив його частку в 55 %. Надалі, ще кілька вчених давали оцінки близькі до цих двох варіантів. Такі розбіжності наштовхнули на ідею, що крім ітрієвої землі у мінералі міститься ще одна, і різні методи можуть або відділяти її, або ні.

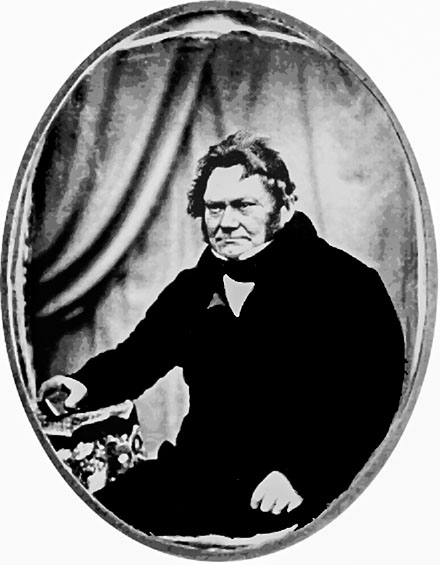
Якоб Берцеліус
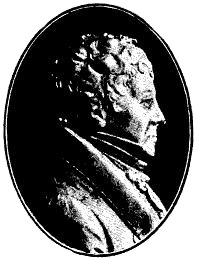
Вільгельм фон Гізінґер
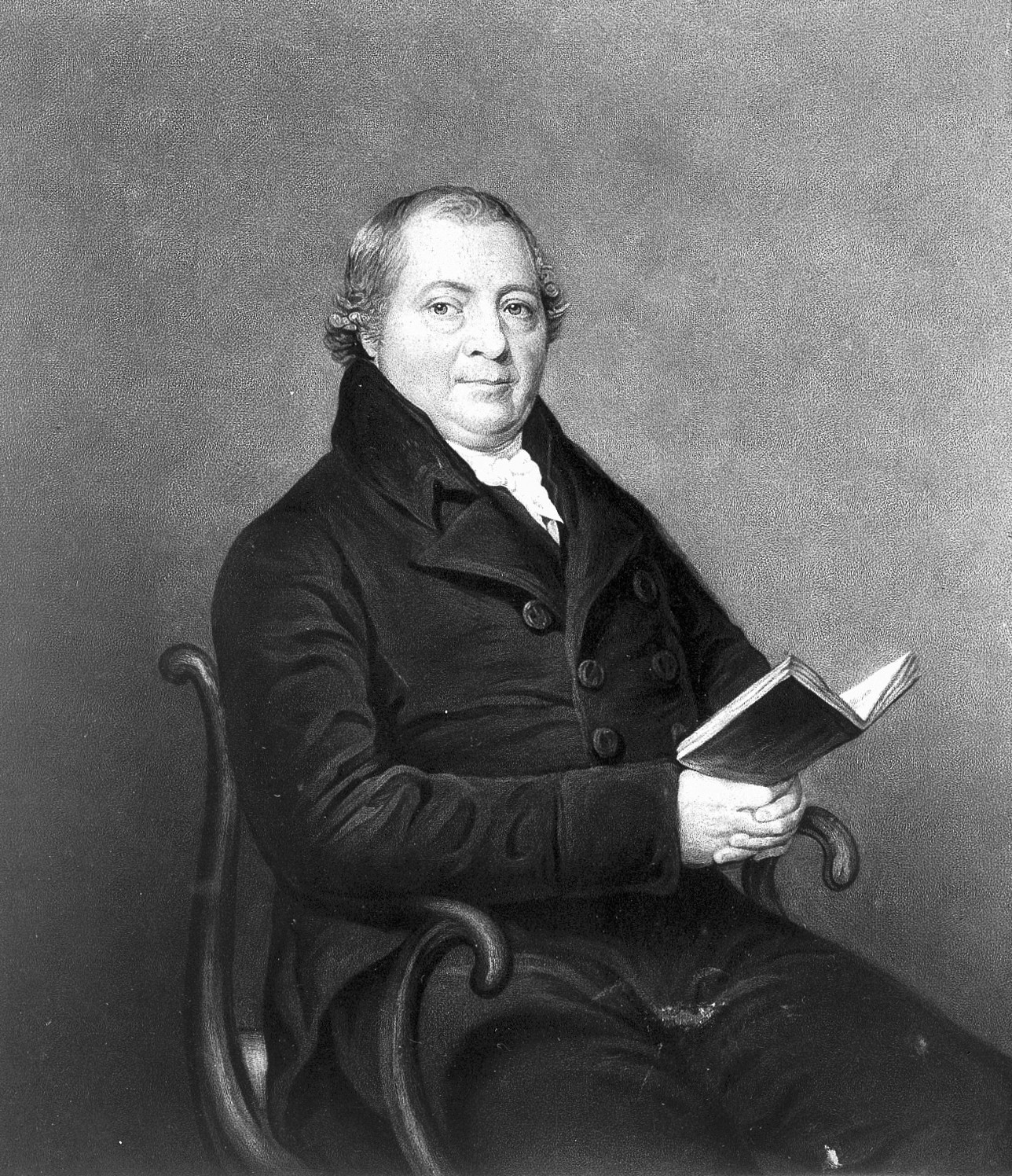
Мартін Клапрот

У пошуках чистішого зразка ітрієвої землі, у 1803 шведський вчений Берцеліус і його вчитель Гізінґер дослідили церит (відомий тоді під назвою тунгстен), і виділили з нього землю, дуже схожу на ітрієву. Проаналізувавши її, вони показали, що вони знайшли новий елемент. Вони назвали його церій, на честь відкритої за два роки до того Церери.
Незалежно, майже в той самий час і у тому ж мінералі церій відкриває німецький хімік Мартін Клапрот. Він назвав виділену їм землю охроїтовою, через рудий колір. Деякий час Клапрот наполягав на своєму пріоритеті, стверджуючи, що знав про існування нової землі ще у 1784 році, проте скоро відмовляється від претензій і приймає назву церій.
Шведський хімік Карл Ґустав Мосандер добув елементарний церій у 1825 році відновленням його з хлориду металічним натрієм.
У 1839 році було показано, що церій є сумішшю двох елементів — власне церію і лантану, який своєю чергою пізніше також виявився сумішшю кількох елементів.

## Фізичні властивості
Чистий церій — сріблясто-білий метал. На повітрі швидко вкривається сірою плівкою оксиду. Дуже м'який — за кімнатної температури його можна витягнути в дріт. За кімнатної температури модуль зсуву — 11,99 ГПа, границя міцності — 0,1206 ГПа.
Енергії іонізації для перших 4 електронів: 6,6; 12,3; 19,5; 36,7 еВ.

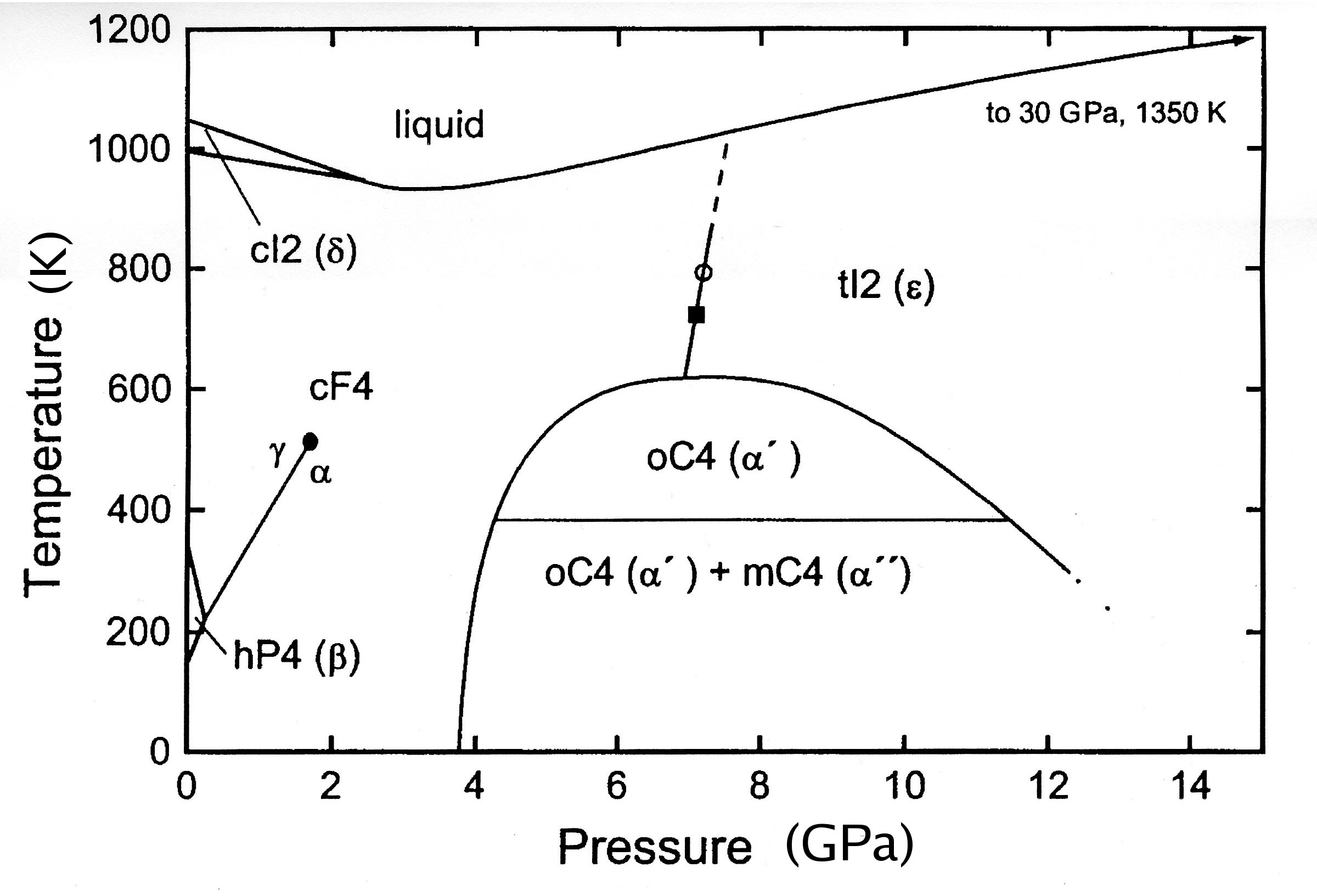
Фазова діаграма церію

Відомі 4 алотропні модифікації церію, в яких він існує при різних температурах:
| Назва | Кристалічна ґратка                     | Параметри ґратки      |
| ----- | -------------------------------------- | --------------------- |
| α-Се  | Гранецентрована кубічна                | a=4,85 Å              |
| β-Се  | Подвійна гексагональна щільноупакована | a=3,673 Å, c=11,802 Å |
| γ-Се  | Гранецентрована кубічна                | a=5,1612 Å            |
| δ-Се  | Об'ємноцентрована кубічна              | a=4,11 Å              |

На відміну від багатьох інших металів, у церія немає визначених температурних меж для перших трьох його модифікацій. γ-Се стабільний при кімнатній температурі, і при температурі -10 °C починає переходити в β-Се. Цей перехід відбувається поступово (мартенситний перехід), а при температурі -178 °C γ-Се що лишився починає переходити у α-Се. При -196 °C β-Се також починає переходити в α-Се, проте навіть при температурі у 5 К цей перехід не завершується повністю. Для повного переходу зразок потрібно пластично деформувати при -196 °C. Переходи між різними формами мають значний гістерезис — зворотні переходи α→γ і β→γ починаються при -113 °C і +100 °C відповідно. Таким чином, властивості конкретного зразка церію дуже залежать від його історії. Перехід γ→δ є більш класичним, і відбувається при +725°C.
Питомий опір — 75,3×10-8 Ом·м.
Парамагнетик (γ-Се у звичайному сенсі, α-Се — парамагнетик Паулі), при тиску 50000 бар і температурі 1,7 К переходить у надпровідний стан.

## Хімічні властивості
Серед лантаноїдів за активністю церій займає друге місце після європію. Безпосередньо реагує з азотом, сіркою та ін. елементами. Церій пірофорний на повітрі в присутності своїх оксидів, що покривають його поверхню жовтим шаром, тобто загоряється при контакті з атмосферою. Реагує з водою з утворенням гідроксиду. При нагріванні реагує з етанолом. Розчиняється у кислотах з утворенням солей, а реагуючи з лугами утворює гідроксиди.

## Розповсюдження
Церій — найбільш поширений рідкісноземельний елемент. Церій присутній практично у всіх мінералах, які містять рідкісноземельні елементи, найважливішими з яких є монацит, лопарит, бастнезит, флюоцерит, паризит, церит. 
У природі існує чотири стабільних ізотопи 136Ce (0,185 %), 138Ce (0,251 %), 140Ce (88,450 %) і 142Ce (11,114 %). Відомі також 26 радіонукліди церію. З них найбільш стабільні 144Ce (період напіврозпаду 284,893 дня), 139Ce (137,640 дні) і 141Ce (32,501 дні). Інші радіонукліди церію мають періоди напіврозпаду менше ніж 4 дні, а більшість з них — менше ніж 10 хв. Відомі також 2 ізомерних стани ізотопів церію. Церій-144 є одним з продуктів поділу урану-235, тому накопичується у великих кількостях в ядерних реакторах.

## Отримання
Видобувають Ce з руд, які містять рідкісноземельні елементи. Металічний церій отримують кальцієтермічним відновленням трифлуориду, а також шляхом електролізу розплаву хлориду.
Після дещо складного процесу відділення від попутних елементів за допомогою іонного обміну церій переводять спочатку в оксид, потім за допомогою HF у фторид. Після чого відновлюють кальцієм з утворенням CaF2. Решту кальцію із сплаву відганяють плавкою у вакуумі.

## Застосування
Застосовують у металургії, для виготовлення дугових електродів, трасуючих боєприпасів, кременців для запальничок тощо. Церій — компонент мішметалу і фероцерію, легуюча добавка до алюмінієвих та магнієвих сплавів. Застосовується також у вигляді діоксиду (густина близько 6,4 г/см³) у виробництві радіоізотопних джерел струму як джерело тепла, його енерговиділення становить близько 12,5 Вт/см³.